# 最上車站

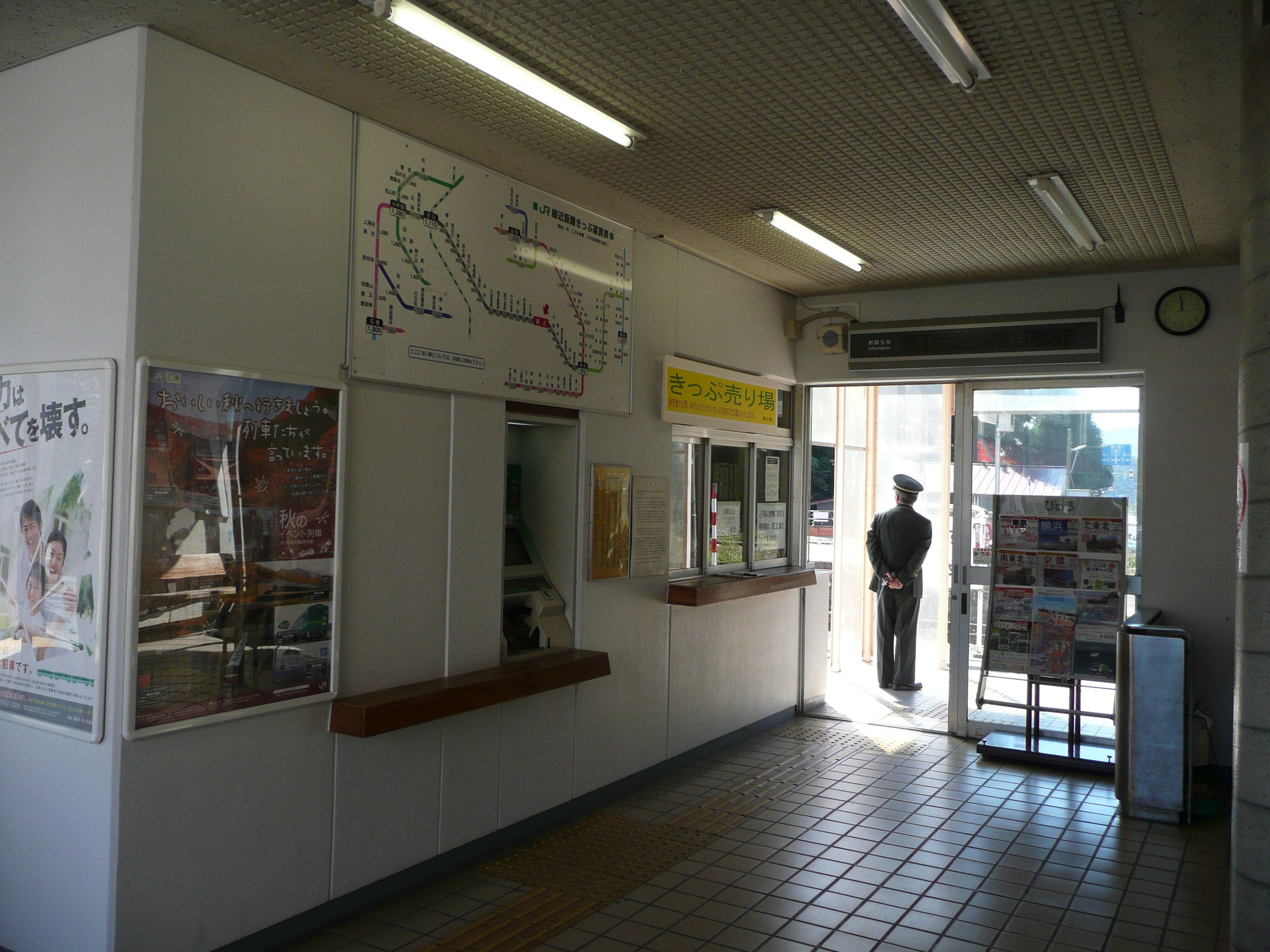
最上車站的檢票口。

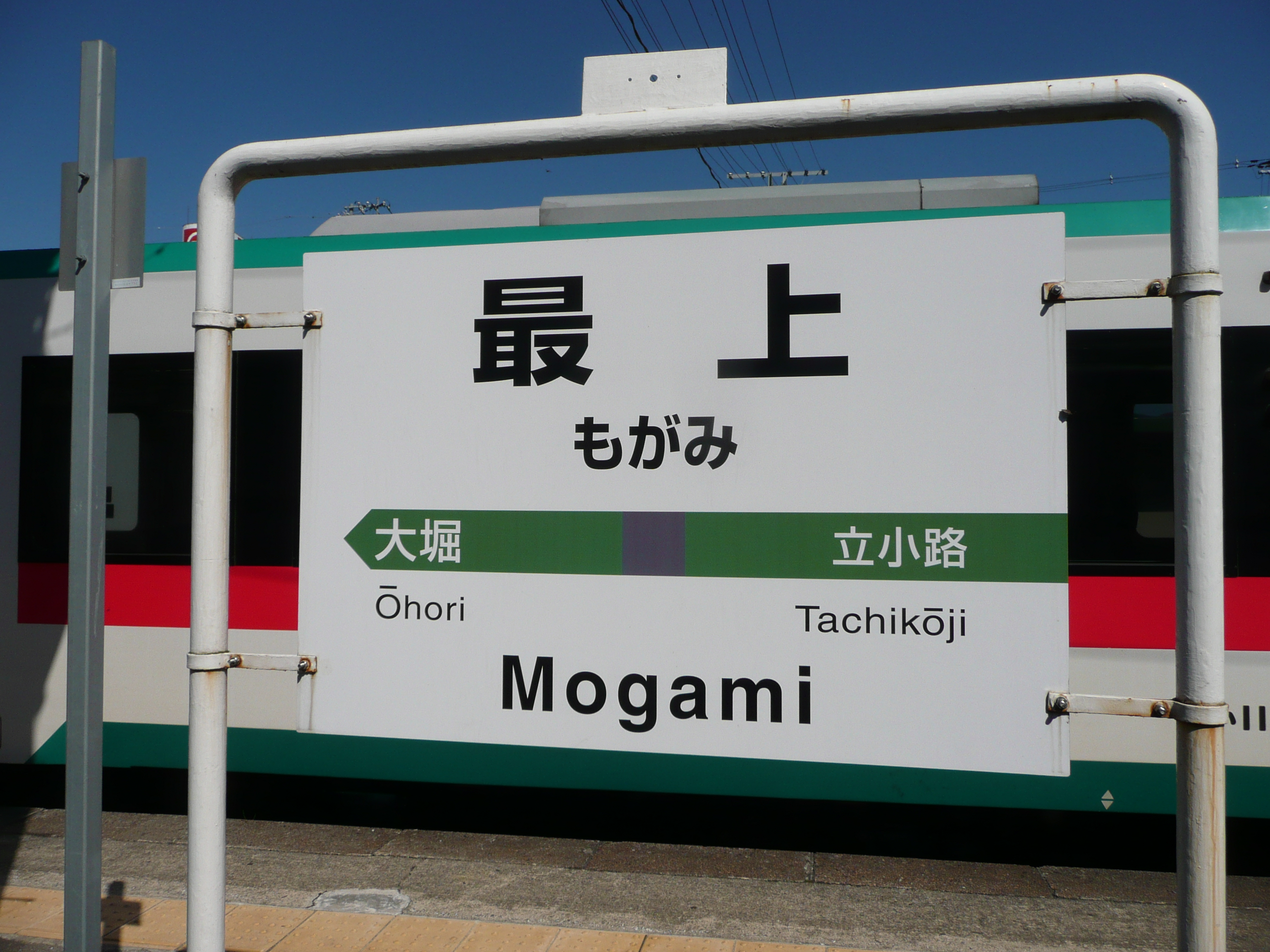
最上車站的月台站名標示與後方的陸羽東線普通列車。

最上車站 （日语：／ Mogami eki */?）是一由東日本旅客鐵道（JR東日本）所經營的鐵路車站，位於日本山形縣最上郡最上町，是JR東日本陸羽東線沿線車站之一，也是所在地最上町的主車站。最上車站位於JR東日本仙台支社的管轄範圍內，由新庄車站負責管理，並委託由JR東日本的子公司東北綜合服務（東北総合サービス）代為經營票務。

## 車站結構
最上車站站內設有一座島式月台兩條乘車線，混凝土製的兩層樓車站站房是與當地的向町公民館共構。月台與站房之間是利用站內人行平交道連結。
座落於最上町最核心市街的向町，最上車站是最上町的主車站，車站周遭除了商店與住宅林立外，包括最上町役場（町公所）、警署的地方分局、銀行分行等重要的生活設施也都聚集在車站周圍。最上町聯外最重要的公路、國道47號（北羽前街道）則是自車站後方（南面）穿越。
本站在1916年初設時，原本是根據當地的地名「向町」而命名為羽前向町。目前的站名最上是1999年時才更改。

### 月台配置
| 月台 | 路線      | 方向 | 目的地             |
| ---- | --------- | ---- | ------------------ |
| 1    | ■陸羽東線 | 上行 | 鳴子溫泉、古川方向 |
| 2    | ■陸羽東線 | 下行 | 新方向             |

## 相鄰車站
東日本旅客鐵道
■陸羽東線
立小路－最上－大堀

## 外部連結
- JR東日本－最上車站 （页面存档备份，存于）（日語）

38°45′21.91″N 140°31′2.95″E / 38.7560861°N 140.5174861°E